# دانشکده پزشکی دانشگاه نیویورک
دانشکده پزشکی دانشگاه نیویورک یکی از دانشکده‌های دانشگاه نیویورک است که در سال ۱۸۴۱ پایه‌گذاری شده است و یکی از قدیمی‌ترین و معتبرترین دانشکده‌های پزشکی ایالات متحده است.

## تاریخچه
رئیسان دانشکده
جان ویلیام دراپر (۱۸۷۳-۱۸۵۰)
آلفرد چارلز پست (۱۸۷۷-۱۸۷۳)
ویلیام پارک (۱۹۱۵-۱۹۱۴)
لویس توماس (۱۹۶۹-۱۹۶۶)

## پذیرش
تحصیل در رشته پزشکی این دانشکده یکی از بهترین گزینه‌ها در ایالات متحده است. برای سال ۲۰۱۰، تعداد ۷۲۴۱ درخواست برای پذیرش ثبت‌شده است که از این میان ۹۵۶ نفر مورد مصاحبه قرار گرفته‌اند که نهایتاً ۱۶۲ نفر به عنوان دانشجوی پزشکی انتخاب شدند.